# Forum Obywatelskiego Rozwoju
Forum Obywatelskiego Rozwoju (FOR) – polska organizacja pozarządowa o statusie fundacji powstała w 2007 z inicjatywy Leszka Balcerowicza, byłego wicepremiera, ministra finansów i Prezesa Narodowego Banku Polskiego. Od 2017 należy do europejskiej sieci wolnorynkowych think tanków European Policy Information Center (Epicenter), finansowanej przez Institute of Economic Affairs z Wielkiej Brytanii.

## Misja i cele
Misją FOR jest zwiększanie w społeczeństwie aktywnego poparcia dla szerokiego zakresu indywidualnych wolności (w tym zwłaszcza wolności gospodarczej) oraz – co się z tym wiąże – dla podnoszenia poziomu praworządności w państwie. Celem jest też odpowiednio zmniejszanie poparcia i wzmacnianie w społeczeństwie oporu wobec rozwiązań idących w przeciwnych kierunkach.
Wśród celów, jakie stawia przed sobą FOR jest rozwój społeczeństwa obywatelskiego w Polsce. Fundacja prowadzi zatem działania mające prowadzić do zwiększenia aktywności obywateli i wzrostu świadomości społecznej. Głosi także potrzebę wprowadzenia modelu, w którym decyzje dotyczące społeczeństwa podejmowane są w oparciu o wiedzę, doświadczenie i wiarygodne badania.

## Działania
FOR dąży do realizacji swoich celów prowadząc trzy rodzaje działań:
1. Działania analityczne;
2. Działania w sferze komunikacji społecznej oraz
3. Działania w sferze edukacji[4]

Działania analityczne dają diagnozy, opinie, ostrzeżenia i rekomendacje w sprawach zgodnych z celami FOR. Zmierzają do promowania dobrych rozwiązań i blokowania złych oraz skupiają się na dwóch, częściowo krzyżujących się obszarach tematycznych:
- Determinanty stabilności i rozwoju gospodarki ze szczególnym uwzględnieniem reform niezbędnych do tego, by Polska mogła kontynuować doganianie Zachodu pod względem poziomu życia.
- Przejawy i powody niskiego poziomu praworządności w Polsce oraz zmiany konieczne do tego aby go wyraźnie podnieść.

Działania w sferze komunikacji społecznej zmierzają do maksymalnego przekazywania owych treści do wybranych grup społecznych oraz uzyskania od nich reakcji zwrotnych, ważnych dla działań analitycznych i samej komunikacji społecznej.
Działania w sferze komunikacji, formułując opinie, ostrzeżenia i rekomendacje odnośnie do konkretnych propozycji w celu zwiększenia lub zmniejszenia dla nich poprawia w społeczeństwie, odwołują się do głębszych i szerszych ustaleń odnośnie do pożądanej roli państwa w społeczeństwie – a w tym w gospodarce. Realizują więc one jednocześnie efekt edukacyjny. FOR dąży do tego, aby przy okazji dyskusji nad konkretnymi propozycjami czy zdarzeniami, skupiającymi uwagę mediów i opinii publicznej, maksymalizować ten efekt, pokazując głębsze aspekty owych projektów czy zdarzeń. Oprócz tego prowadzi kampanie edukacyjne w wybranych środowiskach.

## Projekty i obszary badawcze

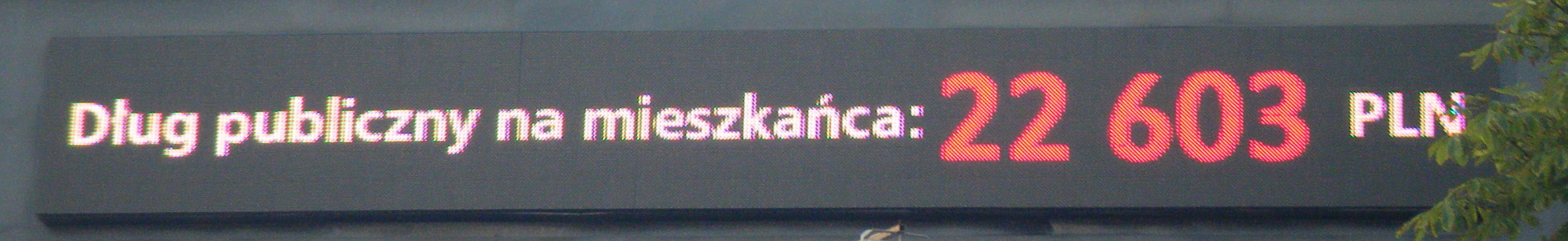
Licznik długu publicznego na rondzie Dmowskiego w Warszawie (stan na dzień 4 sierpnia 2012)

Działalność analityczną Forum Obywatelskiego Rozwoju można podzielić na sześć obszarów badawczych:
- Finanse publiczne
- Rynek pracy
- Wymiar Sprawiedliwości
- Państwo Prawa
- Wolność Gospodarcza
- Unia Europejska

Zrealizowane projekty:
- 30 lat Wolności[8], w tym Wirtualne muzeum 1989
- Liczba Dnia FOR[9]
- Monitor Wolności Gospodarczej[10]
- Szkoły Leszka Balcerowicza[11]
- Sprawdź Podatki[12]
- LepszePodatki.pl
- Ulepsz Prawo[13]
- Komiksy Ekonomiczne[14]
- Kampania #FORDemocracy[15]
- Kalkulator kosztów pracy[16]

Bieżące projekty:
- Licznik Długu Publicznego[17]
- Rachunek od państwa[18]
- #PatoPrawo[19]
- Wyzwolić potencjał[20]
- Odkrywając Wolność[21]
- Pod patronatem FOR[22]
- Rule of Law[23]
- Podcast „Odkrywając Wolność”[24]

## Władze

### Zarząd[25]
- Marcin Zieliński – Prezes Zarządu[26], Główny ekonomista FOR
- Patryk Wachowiec – Członek Zarządu, Analityk prawny
- Klaudia Walas-Iwańska – Członek Zarządu, dyrektor ds. administracyjnych

### Prezesi Zarządu
- Leszek Balcerowicz (w 2023)
- Sławomir Dudek (2022–2023)[27]
- Agata Stremecka (2014–2022)[28]
- Paweł Dobrowolski (2011–2014)[29]
- Andrzej Krajewski (2010–2011)
- Jarosław Bełdowski (2007–2010)[30][31]

### Przewodniczący Rady
- Błażej Moder (w 2023)[32]
- Leszek Balcerowicz (w latach 2007–2023 i ponownie od 2023)[33][34]

## Nagrody
W 2008 roku Fundacja FOR wraz z PKPP "Lewiatan", Fundacją im. Batorego i Stowarzyszeniem Komunikacji Marketingowej SAR otrzymały nagrodę Złotego Spinacza za najlepszą kampanię społeczną ”Zmień kraj. Idź na wybory”. W 2011 Forum Obywatelskiego Rozwoju znalazło się w gronie 16 organizacji wyróżnionych Templeton Freedom Awards. Z kolei w 2022 roku fundacja została uhonorowana Nagrodą Miasta Stołecznego Warszawy.